# Estropipate
Estropipate, còn được gọi là piperazine estrone sulfate và được bán dưới tên thương hiệu Harmogen, Improvera, Ogen, Ortho-Est, và Sulestrex số những người khác, là một estrogen thuốc được sử dụng chủ yếu trong liệu pháp hormon mãn kinh trong điều trị mãn kinh triệu chứng. Nó là một loại muối của estrone sulfat và piperazine, và được chuyển hóa thành estrone và estradiol trong cơ thể.   Nó được dùng bằng đường uống.

## Sử dụng trong y tế
Estropipate được sử dụng để:     

- Làm giảm các triệu chứng mãn kinh như liệu pháp hormone mãn kinh
- Điều trị một số loại vô sinh
- Điều trị một số điều kiện dẫn đến sự kém phát triển của các đặc điểm tình dục nữ
- Điều trị teo âm đạo
- Điều trị một số loại ung thư vú (đặc biệt ở nam giới và phụ nữ mãn kinh)
- Điều trị ung thư tuyến tiền liệt
- Ngăn ngừa loãng xương

### Các hình thức có sẵn
Estropipate có sẵn ở dạng viên nén uống 0,75, 1,5, 3 và 6 mg.

## Dược lý

### Dược lực học
Estropipate là một tiền chất của estrone và estradiol. Do đó, nó là một estrogen, hoặc một chất chủ vận của các thụ thể estrogen.
Estropipate đã được tìm thấy hoạt động như một chất ức chế SLCO1B1 (OATP1B1) (IC50 = 70   nM).

### Dược động học
Estropipate bị thủy phân thành estrone trong cơ thể. Estrone sau đó có thể được chuyển thành estradiol bởi 17β-hydroxapseoid dehydrogenase.

## Lịch sử
Estropipate đã được giới thiệu dùng trong y tế bởi Abbott vào năm 1968. Nó được FDA tại Hoa Kỳ vào năm 1991.

## Xã hội và văn hoá

### Tên gốc
Estropipate là tên gốc của thuốc và thuốc INN, USAN và BAN.

### Tên thương hiệu
Estropipate đang hoặc đã được bán trên thị trường dưới tên thương hiệu Genoral, Harmogen, Bettervera, Ogen, Ortho-Est và Sulestrex trong số những người khác.

### Khả dụng
Estropipate dường như chỉ có sẵn ở Hoa Kỳ. Trong quá khứ, estropipate cũng đã được bán ở Canada, Vương quốc Anh, Ireland, Thụy Sĩ, Úc, Nam Phi, México và Indonesia.